# مسنس د ایسوئلا
مسنس د ایسوئلا (به اسپانیایی: Mesones de Isuela) یک دهستان در اسپانیا است که در استان ساراگوسا واقع شده‌است. مسنس د ایسوئلا ۴۸ کیلومتر مربع مساحت و ۳۳۹ نفر جمعیت دارد و ۵۱۳ متر بالاتر از سطح دریا واقع شده‌است.